# Pentila chyulu
Pentila chyulu är en fjärilsart som beskrevs av Van Someren 1939. Pentila chyulu ingår i släktet Pentila och familjen juvelvingar. Inga underarter finns listade i Catalogue of Life.